# Yamoussa Sidibé
Pour les articles homonymes, voir Sidibé.
Yamoussa Sidibé né en 1965 à Conakry, est un journaliste, écrivain et homme politique guinéen. Il est nommé le 22 janvier 2022 conseiller au sein du Conseil national de la transition (CNT) de Guinée en tant que représentant des organisations de presse. Porte parole du conseil national de la transition depuis 29 mars 2022.

## Biographie et études
Yamoussa Sidibé né en 1965 à Conakry est un agrégé de lettres modernes de l'école normale supérieure de Manéah.

## Parcours professionnel
Yamoussa Sidibé est rédacteur en chef du journal télévisé de la télévision nationale guinéenne en 2001, correspondant de France Télévisions en Guinée, en Sierra Léone et au Libéria pendant 16 ans et de 09 janvier 2013 en 2017, il était le directeur de la radio télévision guinéenne.
Il rejoint le conseil national de la transition en janvier 2022 et depuis 29 mars 2022, il est le porte-parole du CNT.

## Ouvrages
- Yamoussa Sidibé, Demba, l'étoile filante du Bembéya, récit, L'Harmattan, 2021, 136 p. (ISBN 9782343246925)[4]
- Yamoussa Sidibe, Les balafres du pouvoir, Editions L'Harmattan, 2020, 176 p. (ISBN 9782140154379)
- Yamoussa Sidibe, Les écumes de la rancœur, Editions L'Harmattan, 2020, 192 p. (ISBN 9782343205731)
- Yamoussa Sidibe, Murutigui ou Le sabre du refus, Editions L'Harmattan, 30 octobre 2018, 184 p. (ISBN 9782140104091)
- Yamoussa Sidibé, Capitaine Moussa Dadis Camara, une parenthèse guinéenne, l'Harmattan-Guinée, 2017, 168 p. (ISBN 9782343221243)
- Yamoussa Sidibe, Saatè la parole en pleurs. Roman, Editions L'Harmattan, 2006, 216 p. (ISBN 9782140169496)